# Miss Ródano-Alpes
Miss Ródano-Alpes es un concurso de belleza francés que selecciona a una representante de la región de Ródano-Alpes para el concurso nacional Miss Francia. Mujeres representando la región con varios títulos diferentes han competido en Miss Francia desde 1928, aunque el título de Miss Ródano-Alpes no se utilizó regularmente hasta 1987.
La actual Miss Ródano-Alpes es Alexcia Couly, quien fue coronada Miss Ródano-Alpes 2024 el 28 de septiembre de 2024. Siete mujeres de Ródano-Alpes ganaron Miss Francia.
- Yvette Labrousse, quien fue coronada Miss Francia 1930, compitiendo como Miss Lyon
- Sylvie-Rosine Numez, coronada Miss Francia 1957, compitiendo como Miss Saint-Étienne
- Christiane Sibellin, coronada Miss Francia 1965, compitiendo como Miss Lyon
- Christiane Lillio, quien fue coronada Miss Francia 1968, compitiendo como Miss Saint-Étienne
- Sylvie Bertin, coronada Miss Francia 1988, compitiendo como Miss Pays d'Ain
- Laure Belleville, coronada Miss Francia 1996, compitiendo como Miss Pays de Savoie
- Sylvie Tellier, quien fue coronada Miss Francia 2002, compitiendo como Miss Lyon

## Resumen de resultados
- Ganadoras de Miss Francia: Yvette Labrousse (1929; Miss Lyon); Sylvie-Rosine Numez (1956; Miss Saint-Étienne); Christiane Sibellin (1964; Miss Lyon); Christiane Lillio (1967; Miss Saint-Étienne); Sylvie Bertin (1987; Miss Pays d'Ain); Laure Belleville (1995; Miss Pays de Savoie); Sylvie Tellier (2001; Miss Lyon)
- Primeras finalistas: Sophie Hernandez (1984; Miss Lyon); Isabelle Vitry (1991; Miss Savoie); Virginie Dechenaud (2009)
- Segunda finalista: Michèle Dumonteil (1961)
- Terceras finalistas: Ariane Quatrefages (1999); Nawal Benhlal (2000; Miss Lyon); Fanny Anselme (2002)
- Cuartas finalistas: Valérie Chouvet (1991; Miss Saint-Étienne Pays du Forez); Virginie Gaudenèche (2005; Miss Pays d'Ain)
- Quintas finalistas: Florence Lefranc (1977); Delphine Brossard (1996); Florence Jacquinot (1997; Miss Pays d'Ain); Cloé Biessy (2007); Julie Jacquot (2012)
- Sextas finalistas: Nadia Dumont (1993; Miss Pays de Savoie); Armonie Jenton (2008)
- Top 12/Top 15: Marie-Pierre Damarin (1988); Sandrine Gaudin (1989); Rachel Detain (1989; Miss Pays d'Ain); Annabelle Excoffon (1990); Christelle Abry (1992; Miss Lyon); Nagège Pichol-Thievend (1992; Miss Savoie); Tiphaine Coulot (1994; Miss Pays de Savoie); Daphnée Delarche (1999; Miss Lyon); Tiphaine Guerineau (2000; Miss Pays d'Ain); Leslie Rouzier (2004; Miss Dauphiné); Émilie Arrault (2006); Edwige Tiare (2009; Miss Pays de Savoie); Nora Bengrine (2015); Dalida Benaoudia (2017); Anaïs Roux (2020); Charlotte Faure (2021); Esther Coutin (2022)

## Galería

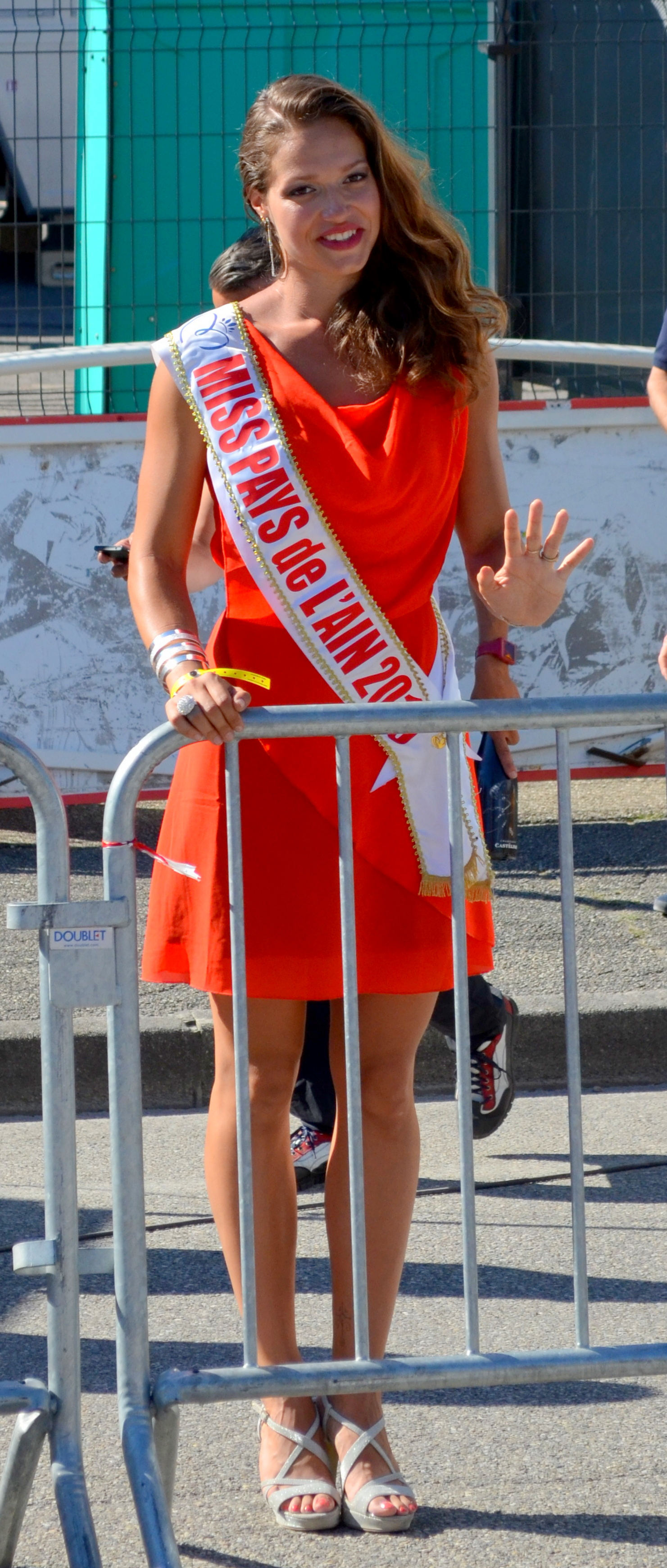
Miss Ródano-Alpes 2016 Camille Bernard
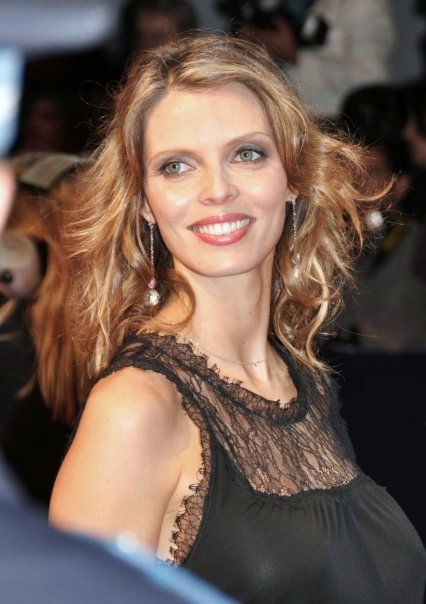
Miss Lyon 2001 y Miss Francia 2002 Sylvie Tellier
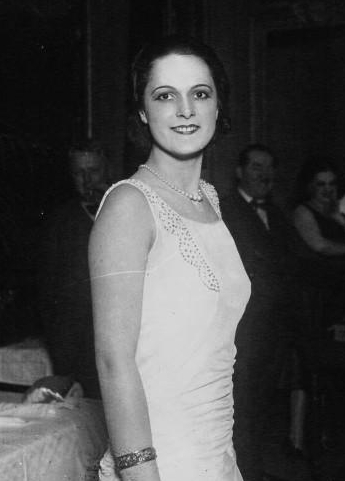
Miss Lyon 1929 y Miss Francia 1930 Yvette Labrousse

## Ganadoras
| Año  | Nombre               | Edad | Altura          | Ciudad natal             | Posición en Miss Francia | Notas                     |
| ---- | -------------------- | ---- | --------------- | ------------------------ | ------------------------ | ------------------------- |
| 2024 | Alexcia Couly        | 22   | 1,72 m (5′ 8″)  | Villeurbanne             | Top 15                   |                           |
| 2023 | Alizée Bidaut        | 22   | 1,74 m (5′ 9″)  | Saint-Genis-sur-Menthon  |                          |                           |
| 2022 | Esther Coutin        | 24   | 1,71 m (5′ 7″)  | Passy                    | Top 15                   |                           |
| 2021 | Charlotte Faure      | 20   | 1,72 m (5′ 8″)  | Biviers                  | Top 15                   |                           |
| 2020 | Anaïs Roux           | 23   | 1,73 m (5′ 8″)  | Lyon                     | Top 15                   |                           |
| 2019 | Chloé Prost          | 20   | 1,78 m (5′ 10″) | Légny                    |                          |                           |
| 2018 | Pauline Ianiro       | 19   | 1,79 m (5′ 10″) | Saint-Denis-lès-Bourg    |                          |                           |
| 2017 | Dalida Benaoudia     | 24   | 1,78 m (5′ 10″) | Lyon                     | Top 12                   |                           |
| 2016 | Camille Bernard      | 20   | 1,78 m (5′ 10″) | Grenoble                 |                          |                           |
| 2015 | Nora Bengrine        | 20   | 1,72 m (5′ 8″)  | Saint-Martin-d'Hères     | Top 12                   |                           |
| 2014 | Aurore Thibaud       | 20   | 1,73 m (5′ 8″)  | Fontaine                 |                          |                           |
| 2013 | Mylène Angelier      | 22   | 1,77 m (5′ 10″) | Sarcey                   |                          |                           |
| 2012 | Julie Jacquot        | 24   | 1,72 m (5′ 8″)  | Lyon                     | Top 12 (5.ª finalista)   |                           |
| 2011 | Cindy Saroul         | 20   | 1,73 m (5′ 8″)  | Valence                  |                          |                           |
| 2010 | Elisa Charbonnier    | 21   | 1,76 m (5′ 9″)  | Châtillon-sur-Chalaronne |                          |                           |
| 2009 | Virginie Dechenaud   | 23   | 1,74 m (5′ 9″)  | La Frette                | Primera finalista        | Top 25 en Miss Mundo 2010 |
| 2008 | Armonie Jenton       | 18   | 1,74 m (5′ 9″)  | Viriat                   | Top 12 (6.ª finalista)   |                           |
| 2007 | Cloé Biessy          | 19   | 1,74 m (5′ 9″)  | Prévessin-Moëns          | Top 12 (5.ª finalista)   |                           |
| 2006 | Émilie Arrault       | 24   | 1,75 m (5′ 9″)  | Saint-Symphorien-d'Ozon  | Top 12                   |                           |
| 2003 | Audrey Vignon        |      |                 | Amplepuis                |                          |                           |
| 2002 | Fanny Anselme        |      |                 | Oullins                  | Tercera finalista        |                           |
| 2001 | Mélanie Georges      |      |                 | Septème                  |                          |                           |
| 2000 | Lætitia Sauzet       |      |                 | Villeneuve               |                          |                           |
| 1999 | Ariane Quatrefages   | 22   | 1,72 m (5′ 8″)  | Villette-d'Anthon        | Tercera finalista        |                           |
| 1998 | Laure Chalançon      | 20   | 1,73 m (5′ 8″)  |                          |                          |                           |
| 1997 | Stéphanie Loricourt  | 19   | 1,76 m (5′ 9″)  | Saint-Laurent-de-Mure    |                          |                           |
| 1996 | Delphine Brossard    |      |                 |                          | Top 12 (5.ª finalista)   |                           |
| 1995 | Karine Rouvière      |      |                 |                          |                          |                           |
| 1994 | Angélique Correia    |      |                 |                          |                          |                           |
| 1992 | Laurence Benguigui   |      |                 |                          |                          |                           |
| 1991 | Sabine Alotte        |      |                 |                          |                          |                           |
| 1990 | Annabelle Excoffon   |      | 1,80 m (5′ 11″) | Voiron                   | Top 12                   |                           |
| 1989 | Sandrine Gaudin      |      |                 |                          | Top 12                   |                           |
| 1988 | Marie-Pierre Damarin |      |                 |                          | Top 12                   |                           |
| 1987 | Catherine Sontag     |      |                 |                          |                          |                           |
| 1985 | Karin Brun           |      |                 |                          |                          |                           |
| 1977 | Florence Lefranc     |      |                 |                          | Quinta finalista         | Compitió como Miss Alpes  |
| 1961 | Michèle Dumonteil    |      |                 |                          | Segunda finalista        |                           |

### Miss Dauphiné
En 1985, 1993 y de 2004 a 2006, los departamentos de Drôme e Isère compitieron por separado como Miss Dauphiné.
| Año  | Nombre           | Edad | Altura         | Ciudad natal | Posición en Miss Francia | Notas |
| ---- | ---------------- | ---- | -------------- | ------------ | ------------------------ | ----- |
| 2006 | Lauriane Jaud    | 19   | 1,75 m (5′ 9″) | Montélimar   |                          |       |
| 2005 | Maud Tordjman    | 19   | 1,74 m (5′ 9″) | Valence      |                          |       |
| 2004 | Leslie Rouzier   | 22   | 1,84 m (6′ 0″) | Grenoble     | Top 12                   |       |
| 1993 | Laure Dumousseau |      |                |              |                          |       |
| 1985 | Rachelle Lizzi   |      |                |              |                          |       |

### Miss Alta Saboya
En 1976, 1986, 1987 y 1989, el departamento de Alta Saboya coronó a su propia representante de Miss Francia. En 1978 y 1979 se utilizó en su lugar el título de Miss Léman, mientras que en 1977 se utilizó el título de Miss Léman-Haute-Savoie.
| Año  | Nombre              | Edad | Altura | Ciudad natal | Posición en Miss Francia | Notas |
| ---- | ------------------- | ---- | ------ | ------------ | ------------------------ | ----- |
| 1989 | Daphné Dasse        |      |        |              |                          |       |
| 1987 | Nathalie Aubert     |      |        |              |                          |       |
| 1986 | Valérie Brudieu     |      |        |              |                          |       |
| 1979 | Marielle Burquier   |      |        |              |                          |       |
| 1978 | Marie-Laure Harroch |      |        |              |                          |       |
| 1977 | Martine Bonnaz      |      |        |              |                          |       |
| 1976 | Christine Charrière |      |        |              |                          |       |

### Miss Isère
En 1970, el departamento de Isère coronó a su propia representante de Miss Francia.
| Año  | Nombre             | Edad | Altura | Ciudad natal | Posición en Miss Francia | Notas |
| ---- | ------------------ | ---- | ------ | ------------ | ------------------------ | ----- |
| 1970 | Marie-Claude Court |      |        |              |                          |       |

### Miss Loire-Forez
De 1998 a 2009, el departamento de Loira compitió por separado como Miss Loire-Forez. Se utilizaron varios títulos para representar al departamento en la década de 1990, incluidos Miss Saint-Étienne, Miss Saint-Étienne Pays du Forez, Miss Nouvelle-Loire y Miss Saint-Étienne Loire.
| Año  | Nombre              | Edad | Altura          | Ciudad natal  | Posición en Miss Francia | Notas |
| ---- | ------------------- | ---- | --------------- | ------------- | ------------------------ | ----- |
| 2009 | Marion Léoncini     | 23   | 1,78 m (5′ 10″) | Montbrison    |                          |       |
| 2008 | Lauriane Perez      | 20   | 1,72 m (5′ 8″)  | Saint-Étienne |                          |       |
| 2007 | Laura Varillon      | 18   | 1,78 m (5′ 10″) | Saint-Chamond |                          |       |
| 2005 | Célia Clémancon     | 24   | 1,75 m (5′ 9″)  | Saint-Chamond |                          |       |
| 2004 | Karine Guerit       | 21   | 1,74 m (5′ 9″)  | Saint-Étienne |                          |       |
| 2003 | Sophie Blanchard    |      |                 | Saint-Étienne |                          |       |
| 2002 | Émilie Eymard       |      |                 |               |                          |       |
| 2001 | Aurélie Brun        |      |                 |               |                          |       |
| 2000 | Alexandra Mellinas  |      |                 | Montbrison    |                          |       |
| 1999 | Stéphanie Gros      | 23   | 1,81 m (5′ 11″) |               |                          |       |
| 1998 | Sandy Dahléry       | 21   | 1,75 m (5′ 9″)  |               |                          |       |
| 1997 | Aline Wangler       | 18   | 1,81 m (5′ 11″) |               |                          |       |
| 1996 | Christelle Arcis    |      |                 |               |                          |       |
| 1995 | Karine Plazzer      |      |                 | Saint-Étienne |                          |       |
| 1994 | Karine Fort         |      |                 |               |                          |       |
| 1993 | Grazielle Condelo   | 18   |                 |               |                          |       |
| 1992 | Maud Mahuet         |      |                 |               |                          |       |
| 1991 | Valérie Chouvet     |      |                 |               | Cuarta finalista         |       |
| 1990 | Sandrine Karmoussi  |      |                 |               |                          |       |
| 1967 | Christiane Lillio   | 17   |                 | Saint-Étienne | Miss Francia 1968        |       |
| 1956 | Sylvie-Rosine Numez |      |                 | Saint-Étienne | Miss Francia 1957        |       |

### Miss Lyon
En 1928, 1929, 1964 y desde los años 1970 hasta los años 2000, la Metrópoli de Lyon y el departamento de Ródano compitieron por separado con varios títulos, como Miss Lyon, Miss Grand Lyon y Miss Lyonnais.
| Año  | Nombre                 | Edad | Altura          | Ciudad natal | Posición en Miss Francia | Notas                                                                                 |
| ---- | ---------------------- | ---- | --------------- | ------------ | ------------------------ | ------------------------------------------------------------------------------------- |
| 2005 | Roxanne Roblot-Bouvier | 19   | 1,78 m (5′ 10″) | Meyzieu      |                          |                                                                                       |
| 2004 | Alexandra Lemarchand   | 23   | 1,80 m (5′ 11″) | Toussieu     |                          |                                                                                       |
| 2003 | Stéphanie Augris       |      |                 | Lyon         |                          |                                                                                       |
| 2002 | Marie Comte            |      |                 | Lyon         |                          |                                                                                       |
| 2001 | Sylvie Tellier         | 24   | 1,72 m (5′ 8″)  | Lyon         | Miss Francia 2002        | Compitió en Miss Universo 2002 Directora nacional del Comité Miss Francia (2007-2022) |
| 2000 | Nawal Benhlal          |      |                 | Lyon         | Tercera finalista        | Compitió en Miss Internacional 2001                                                   |
| 1999 | Daphnée Delarche       | 19   | 1,74 m (5′ 9″)  | Lyon         | Top 12                   |                                                                                       |
| 1998 | Hélène Néron-Bancel    | 22   | 1,75 m (5′ 9″)  | Lyon         |                          |                                                                                       |
| 1997 | Séverine Plasse        | 22   | 1,72 m (5′ 8″)  | Lyon         |                          |                                                                                       |
| 1996 | Angélique Sage         |      |                 | Lyon         |                          |                                                                                       |
| 1995 | Frédérique Collin      |      |                 | Lyon         |                          |                                                                                       |
| 1994 | Marie-Caroline Berthet | 19   |                 |              |                          |                                                                                       |
| 1993 | Nathalie Didelot       |      |                 |              |                          |                                                                                       |
| 1992 | Christelle Abry        | 23   |                 | Lyon         | Top 12                   |                                                                                       |
| 1991 | Stéphanie Serano       |      |                 |              |                          |                                                                                       |
| 1990 | Katia Petryk           |      |                 |              |                          |                                                                                       |
| 1986 | Valérie Ollagnier      |      |                 |              |                          |                                                                                       |
| 1985 | Annie Lafay            |      |                 |              |                          |                                                                                       |
| 1984 | Sophie Hernandez       |      |                 |              | Primera finalista        |                                                                                       |
| 1979 | Magali Vouilloz        |      |                 |              |                          |                                                                                       |
| 1978 | Jocelyne Mercier       |      |                 |              |                          |                                                                                       |
| 1976 | Michèle Pouzol         |      |                 |              |                          |                                                                                       |
| 1964 | Christiane Sibellin    | 16   |                 | Lyon         | Miss Francia 1965        | Top 16 en Miss Mundo 1965                                                             |
| 1929 | Yvette Labrousse       | 22   |                 | Oullins      | Miss Francia 1930        |                                                                                       |
| 1928 | Eugénie Argoud         |      |                 |              |                          |                                                                                       |

### Miss Pays d'Ain
En 1979, 1985 y de 1988 a 2005, el departamento de Ain compitió por separado bajo el título Miss Pays d'Ain. En 1986 y 1987, se utilizó en su lugar el título Miss Bresse Bugey, mientras que en 1970 se utilizó el título Miss Bugey. 
| Año  | Nombre              | Edad | Altura          | Ciudad natal             | Posición en Miss Francia | Notas |
| ---- | ------------------- | ---- | --------------- | ------------------------ | ------------------------ | ----- |
| 2005 | Virginie Gaudenèche | 25   | 1,72 m (5′ 8″)  | Reyrieux                 | Cuarta finalista         |       |
| 2004 | Chrystelle Caton    | 23   | 1,73 m (5′ 8″)  | Misérieux                |                          |       |
| 2003 | Aurélie Julien      |      |                 | Chatillon-sur-Chalaronne |                          |       |
| 2002 | Madeline Cabanon    |      |                 |                          |                          |       |
| 2001 | Patricia Recanati   |      |                 |                          |                          |       |
| 2000 | Tiphaine Guerineau  |      |                 | Ferney-Voltaire          | Top 12                   |       |
| 1999 | Alexia Darnis       | 20   | 1,72 m (5′ 8″)  |                          |                          |       |
| 1998 | Clotilde Badré      | 19   | 1,71 m (5′ 7″)  |                          |                          |       |
| 1997 | Florence Jacquinot  | 20   | 1,77 m (5′ 10″) | Bellegarde-sur-Valserine | Top 12 (5.ª finalista)   |       |
| 1996 | Carine Boireau      |      |                 |                          |                          |       |
| 1995 | Stéphanie Pouchoy   |      |                 |                          |                          |       |
| 1994 | Sophie Grenard      |      |                 |                          |                          |       |
| 1993 | Nathalie Levrat     | 24   |                 |                          |                          |       |
| 1992 | Marina Richaud      | 18   |                 |                          |                          |       |
| 1991 | Stéphanie Vallée    |      |                 |                          |                          |       |
| 1990 | Virginie Guillermin |      |                 |                          |                          |       |
| 1989 | Rachel Detain       |      |                 |                          | Top 12                   |       |
| 1988 | Cécile Crouzet      |      |                 |                          |                          |       |
| 1987 | Sylvie Bertin       | 21   |                 | Ferney-Voltaire          | Miss Francia 1988        |       |
| 1986 | Catherine Hecquet   |      |                 |                          |                          |       |
| 1985 | Sandrine Maisson    |      |                 |                          |                          |       |
| 1979 | Martine Mercier     |      |                 |                          |                          |       |
| 1970 | Roselyne Rivière    |      |                 |                          |                          |       |

### Miss Países de Saboya
De 1993 a 2014, los departamentos de Saboya y Alta Saboya compitieron por separado bajo el título Miss Países de Saboya.
| Año  | Nombre                   | Edad | Altura          | Ciudad natal            | Posición en Miss Francia | Notas                                            |
| ---- | ------------------------ | ---- | --------------- | ----------------------- | ------------------------ | ------------------------------------------------ |
| 2014 | Aurore Péron             | 18   | 1,76 m (5′ 9″)  | Saint-Jean-de-Maurienne |                          |                                                  |
| 2013 | Julie Legros             | 22   | 1,70 m (5′ 7″)  | Aiton                   |                          |                                                  |
| 2012 | Graziella Byhet          | 24   | 1,77 m (5′ 10″) | Veyrier-du-Lac          |                          |                                                  |
| 2011 | Valentine Borel-Hoffmann | 18   | 1,80 m (5′ 11″) | Annecy                  |                          |                                                  |
| 2010 | Marion Guichard          | 22   | 1,76 m (5′ 9″)  | Saint-Alban-Leysse      |                          |                                                  |
| 2009 | Edwige Tiare             | 22   | 1,77 m (5′ 10″) | Albertville             | Top 12                   |                                                  |
| 2008 | Wendy Gex                | 19   | 1,80 m (5′ 11″) | Ville-la-Grand          |                          |                                                  |
| 2007 | Sonia Guillet            | 24   | 1,77 m (5′ 10″) | Cruet                   |                          |                                                  |
| 2006 | Charlotte Viandaz        | 18   | 1,74 m (5′ 9″)  | Meythet                 |                          |                                                  |
| 2005 | Nouara Slimani           | 21   | 1,83 m (6′ 0″)  | Thônes                  |                          |                                                  |
| 2004 | Stéphany Delva           | 20   | 1,77 m (5′ 10″) | Valleiry                |                          |                                                  |
| 2003 | Clémentine Fitaire       |      |                 |                         |                          |                                                  |
| 2002 | Élodie Bordignon         |      |                 | Chambéry                |                          |                                                  |
| 2001 | Anne-Valérie Michellier  |      |                 | Onnion                  |                          |                                                  |
| 2000 | Caroline Plan            | 21   | 1,73 m (5′ 8″)  |                         |                          |                                                  |
| 1999 | Nathalie Jacquier        | 22   | 1,70 m (5′ 7″)  |                         |                          |                                                  |
| 1998 | Christine Lavaut         | 18   | 1,78 m (5′ 10″) |                         |                          |                                                  |
| 1997 | Virginie Torre           |      |                 |                         |                          |                                                  |
| 1996 | Séverine Martin          |      |                 |                         |                          |                                                  |
| 1995 | Laure Belleville         | 19   | 1,73 m (5′ 8″)  | Lathuile                | Miss Francia 1996        | Compitió en Miss Universo 1996 y Miss Mundo 1997 |
| 1994 | Tiphaine Coulot          |      |                 | Les Contamines-Montjoie | Top 12                   |                                                  |
| 1993 | Nadia Dumont             |      |                 |                         | Top 12 (6.ª finalista)   |                                                  |

### Miss Saboya
En 1986, de 1976 a 1979 y de 1990 a 1992, el departamento de Saboya coronó a su propia representante de Miss Francia.
| Año  | Nombre                 | Edad | Altura | Ciudad natal | Posición en Miss Francia | Notas |
| ---- | ---------------------- | ---- | ------ | ------------ | ------------------------ | ----- |
| 1992 | Nagège Pichol-Thievend |      |        |              | Top 12                   |       |
| 1991 | Isabelle Vitry         |      |        |              | Primera finalista        |       |
| 1990 | Karine Michel          |      |        |              |                          |       |
| 1986 | Véronique Loschi       |      |        |              |                          |       |
| 1979 | Brigitte Barbin        |      |        |              |                          |       |
| 1978 | Brigitte Vanin         |      |        |              |                          |       |
| 1977 | Brigitte Perez         |      |        |              |                          |       |
| 1976 | Nicole Basset          |      |        |              |                          |       |